# Стадион
Стадион је грађевина односно спортски објекат који се пре свега користи за спортске активности, али такође и за музичке концерте и др. Састоји се од поља или сцене око које се уздижу трибине са којих људи могу да посматрају утакмицу, концерт и сличне догађаје.
Већина стадиона капацитета најмање 10.000 користи се за фудбалски савез. Остали популарни спортови на стадионима укључују бејзбол, крикет, разне врсте рагбија, бенди и кориду. Многа велика спортска места такође се користе за концерте.
Павзани је приметио је да током око пола века једини догађај на древном грчком олимпијском фестивалу била трка која се састојала од једне дужине стадиона у Олимпији, одакле потиче реч „стадион“.

## Етимологија
„Стадион“ је латински облик грчке речи „стадион“ (σταδιον), мера дужине једнака дужини од 600 људских стопа. Како су стопе променљиве дужине, тачна дужина стадиона зависи од тачне дужине прихваћене за једно стопало на датом месту и времену. Иако је у модерним терминима 1 стадион = 600 ft (180 m), у датом историјском контексту може заправо значити дужину до 15% већу или мању.
Једнака римска мера, стадион, имала је сличну дужину - око 185 m (607 ft) - али уместо да се дефинише у стопама, дефинисано је користећи римски стандардни темпо као удаљеност од 125 пасу (двоструких корака).
Енглеска употреба стадиона долази из сложене инфраструктуре која окружује римску стазу такве дужине.
Већина речника предвиђа и стадионе и стадионе као важеће енглеске множине.

## Историја
Најстарији познати стадион је стадион у Олимпији у Грчкој, где су се древне олимпијске игре одржавале од 776. п. У почетку су се Игре састојале од једног догађаја, спринта дуж стадиона.
Грчки и римски стадиони пронађени су у бројним древним градовима, можда најпознатији је Домицијанов стадион у Риму.
Идеју о грчком стадиону преузели су и побољшали Римљани, изградивши две врсте таквих објеката: циркус и амфитеатар. Циркус је био римска верзија хиподрома, издужени тлоцрт у облику слова У, такође направљен за трке с коњским препонама. Највећи и вероватно најбољи икада изграђен био је Римски циркус Макимус. За разлику од циркуса, амфитеатар, једна од најкарактеристичнијих римских грађевина, био је елиптичног облика или округлог облика - у потпуности затворен са свих страна, направљен за гладијаторска такмичења. Код њега димензије арене нису биле битне, већ трибине које су требале бити пројектоване да обезбеде максималан број седишта и оптималне визуелне услове за гледаоце. Такав џиновски амфитеатар саграђен је у Риму у 7. веку нове ере. познат као Колосеум.

### Примери античких стадиона
| Назив                   | Земља   | Најранији датум | Дужина стазе                                | Ширина стазе             |
| ----------------------- | ------- | --------------- | ------------------------------------------- | ------------------------ |
| Стадију у Олимпији      | Грчка   | 776. п. н. е.   | 212,54 m (697,3 ft)                         | 28,5 m (94 ft)           |
| Стадион у Делфима       | Грчка   | 500. п. н. е.   | 177 m (581 ft)                              | 25,5 m (84 ft)           |
| Стадијум на Домицијану. | Италија | 80              | 200 m (660 ft) – 250 m (820 ft) (процењено) |                          |
| Стадијум у Афродизији   | Турска  |                 | 225 m (738 ft) (приближно)                  | 30 m (98 ft) (приближно) |

## Савремени стадиони
Обнова главних спектакуларних догађаја одвијала се током 19. века паралелно са растом европских градова и оживљавањем интересовања за спортска такмичења, велики подстицај за изградњу и дизајн модерних стадиона, биле су Олимпијске игре 1896. године. Први модерни стадион саграђен је за прве Олимпијске игре у Атини 1896. године, заправо то је била реконструкција древног мермерног стадиона који је саградио Герод Атик у 2. веку нове ере. на месту старијег стадиона.
Олимпијске игре су од тада биле средишња тачка у развоју модерних стадиона. После сваког четворогодишњег периода од првих модерних Олимпијских игара, држава домаћин је обично изградила стални стадион како би обележила тај догађај. Први модерни стадион саграђен је за летње олимпијске игре 1908. године у Лондону. Тај стадион, који је имао 50.000 места, такође је имао делимично наткривене трибине. Остали архитектонски вредни олимпијски стадиони изграђени пре Другог светског рата су били; Стокхолмски стадион (1912), Коломб, близу Париза (1924), Амстердам (1927), Берлин (1936) и Хелсинки изграђен 1940. године за Олимпијске игре, које нису одржане због рата, већ XV Олимпијске игре.
Стадиони компетитивне величине са старим Римом изграђени су у неколико градова у првој половини 20. века, посебно импресиван је Страхов стадион у Прагу, изграђен 1934. године за гимнастички митинг Сокол, који има капацитет од 240.000 места, Маракана у Рио де Жанеиру, изграђен за Светско првенство 1950. са капацитетом од 200.000 гледалаца, Непстадион у Будимпешти (1948. — 1953 ). капацитета преко 100.000 гледалаца.

## Иновације у дизајну
Амерички фудбал инспирисао је нови тип стадиона - елиптичну посуду, први пример је стадион Јел Бол у Њу Хејвену, Конектикат, изграђен 1914. године. На њеној основи је развијен још један тип америчког стадиона, за још један популарни спорт - бејзбол са циљем да обезбеди максималан број наткривених места, јер штите гледаоце од сунца и омогућавају им да без прекида гледају утакмицу. Пионирски циљ овог тренда био је стадион Њујорк Јенкиса из Њујорка, изграђен 1923. године.
Облици стадиона се знатно разликују, у зависности од сврхе због које су изграђени (фудбал, атлетика, рагби, бејзбол). Већина олимпијских стадиона изграђена је у мултифункционалне сврхе (са атлетском стазом око централног терена). На тај начин је већина европских стадиона (осим британских) грађена до деведесетих година и од тада се развија мода, која је касније легализована - специјализовани стадиони, за само један спорт. Тако неки стадиони имају правоугаони тлоцрт, заобљене углове, док су други елиптичног облика или у облику слова У. Изградња великих стадиона у 20. веку била је у великој мери олакшана употребом армираног бетона.
Главна потешкоћа у изградњи наткривених стадиона су носачи кровне конструкције, који смањују видљивост арене. Доџер стадион у Лос Анђелесу био је први наткривени стадион који је показивао арену са свих места (изграђен 1959. године), а следио је Шеа стадион у Њујорку, изграђен као мултифункционална сала за разне спортове и догађаје 1964. године, срушен 2008. године
Значајан помак у дизајну стадиона средином 20. века био је Астродом, изграђен у Хјустону у Тексасу, као први велики потпуно покривени стадион. Раније је било неколико наткривених стадиона знатне величине, попут Мадисон сквер гардена у Њујорку (изграђен 1890), затим стадион Чикаго (192), срушен 1995), који је имао по 17 500 места. За потребе летњих олимпијских игара 1960.године, тада водећи италијански архитекта, инжењер Пјер Луиђи Нерви дизајнирао је олимпијске објекте, међу њима је била и Palazzetto dello Sport са ребрастом армиранобетонском кровном конструкцијом. Астродом се упоређује са овим објектима, - гигантом, са својих 62.000 седишта, великом ареном и потпуном климом. Прозирна купола, распона 196 м и висине 63 м, састављена од плексигласа, подупрта је челичним решеткама. До краја деценије, стадион Астродом замењен је Њу Орлинс Супердомом (отворен 1975. године ), који званично има капацитет од 69.065 места. Пред крај 1980-их почели су да се граде стадиони са покретним крововима, попут Роџерс Центра у Торонту (отворен 1989. године).
Важна карика у изградњи кровних конструкција био је развој и примена флексибилних челичних каблова који су могли покрити велике димензије крова. Каблови су значајно допринели убрзању градње, олакшали кровне конструкције и смањили трошкове изградње. Стадион са таквим системом је Метродом, из Минеаполиса у Минесоти.
Концепт затвореног стадиона и тежња ка већем капацитету публике воде стручњаке ка потрази за бољим материјалима и грађевинским техникама. Савремена технологија, укључујући ону развијену у ваздухопловној индустрији, већ поседује технике за покривање домета од 1.000 м.